# Majka
Majka (Meloe) je rod brouků řazených do čeledi majkovití (Meloidae), podčeledi Meloinae. Zahrnuje více než 150 druhů členěných do 16 podrodů. Dosahují velikosti 12–30 mm, chybí zadní křídla a krovky jsou redukované a na bázi jsou přes sebe překryty. Samci jsou menších rozměrů než samice a liší se také tykadly. Vyskytují se holarkticky, tzn. v severních oblastech severní polokoule, nejčastěji v evropské a asijské části, řidčeji i jinde.

## Vývoj
Larva majky v prvním instaru se nazývá triungulin a je parazitická – živí se vajíčky, pylem či medem v hnízdech samotářských včel. Některé druhy lákají samečky včel tak, že vylučují látku podobnou včelímu feromonu, tím upoutají pozornost samečka a přichytnou se na jeho tělo. Následně přelezou na samičku a díky tomu pronikají do hnízd.

## Známé druhy
Byly zahrnuty pouze druhy s českým jménem:
- Meloe autumnalis – majka podzimní
- Meloe brevicollis – majka krátkonohá (majka drobná)
- Meloe hungarus – majka uherská
- Meloe proscarabaeus – majka obecná
- Meloe uralensis – majka uralská
- Meloe variegatus – majka duhová
- Meloe violaceus – majka fialová
- Meloe rugosus – majka svraštělá[3]